# Douwe Bob
Douwe Bob Posthuma (Amszterdam, 1992. december 12. –), ismertebb nevén Douwe Bob holland énekes és dalszerző. Fő műfajai a folk- és a country zene, eddig három albuma jelent meg. Ő képviselte Hollandiát a 2016-os Eurovíziós Dalfesztiválon, Stockholmban.

## Gyerekkora
Douwe Bob Posthuma 1992-ben született Amszterdamban egy fríz család gyerekeként. Az apja Simon Posthuma a The Fool csoport tagja.
Douwe Bob 6 éves korában kezdett zongorázni, abban az időszakban kezdett érdeklődni a klasszikus zene és a jazz iránt. 14 évesen kezdett el gitározni. Az 1950-1970-es évek country és pop zenéjéből inspirálódott.

## Karrier

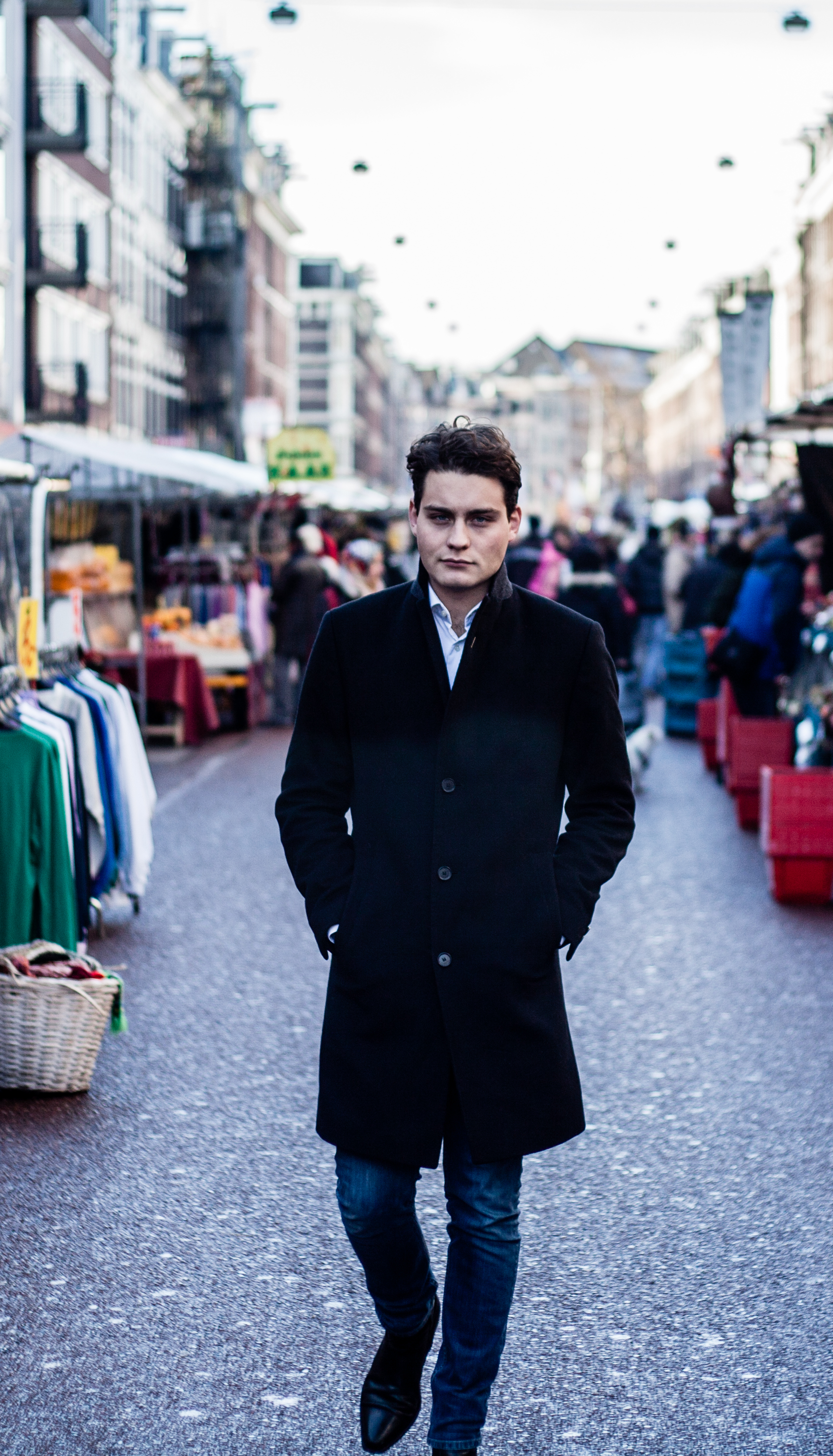
Douwe Bob 2015 decemberében.

### 2012-13:Born In a Storm
2012-ben megnyerte a holland De beste singer-songwriter van Nederland című tehetségkutató műsort.

### 2014-15: Pass It On
2015 januárjában megjelent a "Hold Me", című dala, melyben közreműködött Anouk (a 2013-as Eurovíziós Dalfesztivál holland versenyzője). Februárban bejelentette új albuma (Pass It On) megjelenését. Az albumot májusban az Universal Music Group adta ki

### 2016–jelen: Eurovíziós Dalfesztivál & Fool Bar
2016. május 6-án megjelent a harmadik stúdióalbuma Fool Bar címmel. Az album elérte a negyedik helyezést a holland toplistán. Douwe Bob képviselte hazáját a 2016-os Eurovíziós Dalfesztiválon Stockholmban, ahol a "Slow Down" című dalával bejutott a döntőbe. A május 14-én megszervezett döntőben 153 pontot sikerült összegyűjtenie, így a 11. helyen végzett. Ő volt a holland zsűri pontjainak bejelentője a 2017-es Eurovíziós Dalfesztiválon.

## Magánélete
2016. március 10-én az OutTV-nek adott interjújában Douwe Bob beismerte, hogy biszexuális.

## Diszkográfia

### Albumok
| Cím             | Album adatai                                                                                   | Slágerlistás helyezés | Slágerlistás helyezés |
| Cím             | Album adatai                                                                                   | NL                    | BEL (FL)              |
| --------------- | ---------------------------------------------------------------------------------------------- | --------------------- | --------------------- |
| Born In a Storm | - Megjelent: 2013. május 3. - Címke: Rodeomedia.nl - Formátum: Digitális letöltés, CD          | 7                     | —                     |
| Pass It On      | - Megjelent: 2015. május 15. - Kiadó: Universal Music Group - Formátum: Digitális letöltés, CD | 1                     | —                     |
| Fool Bar        | - Megjelent: 2016. május 6. - Kiadó: Universal Music Group - Formátum: Digitális letöltés, CD  | 2                     | 191                   |

### Kislemezek
| Cím                      | Év   | Slágerlistás helyezés | Slágerlistás helyezés | Slágerlistás helyezés | Slágerlistás helyezés | Album            |
| Cím                      | Év   | NL                    | AUT                   | BEL (FL)              | SWE                   | Album            |
| ------------------------ | ---- | --------------------- | --------------------- | --------------------- | --------------------- | ---------------- |
| "Multicoloured Angels"   | 2012 | 4                     | —                     | —                     | —                     | Born in a Storm  |
| "Blind Man’s Bluff"      | 2013 | —                     | —                     | —                     | —                     | Born in a Storm  |
| "Stone Into the River"   | 2013 | 78                    | —                     | —                     | —                     | Born in a Storm  |
| "You Don't Have to Stay" | 2013 | —                     | —                     | —                     | —                     | Born in a Storm  |
| "Mine Again"             | 2014 | —                     | —                     | —                     | —                     | Non-album single |
| "Hold Me" ( Anoukkal)    | 2015 | 2                     | —                     | —                     | —                     | Pass It On       |
| ""Slow Down"             | 2016 | 5                     | 65                    | 57                    | 96                    | Fool Bar         |